# Melvyn Goldstein
Melvyn C. Goldstein (ur. 8 lutego 1938 w Nowym Jorku) – amerykański antropolog kulturowy, tybetolog.
Spędził lata wśród społeczności Tybetańczyków na uchodźstwie, jak i tej podległej administracji Tybetańskiego Regionu Autonomicznego w Chińskiej Republice Ludowej, prowadząc badania antropologiczne społeczeństwa Tybetu, z wyszczególnieniem praktyk poliandrii w Tybecie, historii i politologii współczesnej Tybetu, demografii, ekologii, kulturoznawstwa, gospodarki i gerontologii porównawczej w trybie wielokulturowym.

## Rys akademicki
Studiował historię na Uniwersytecie Michigan w Ann Arbor do 1960. W 1968 obronił pracę doktorską z antropologii na Uniwersytecie Waszyngtońskim w Seattle. W latach 1968–1990: Assistant professor (do 1971), następnie Associate professor (do 1977), z kolei Professor, jako profesor antropologii na katedrze antropologii Uniwersytetu Case Western Reserve w Cleveland, w stanie Ohio. W latach 1975–2002 kierował katedrą antropologii (chairman) Uniwersytetu Case Western Reserve, a od 1987 do chwili obecnej – kierownik Centrum Badawczego Tybetu (The Center for Research on Tibet) Uniwersytetu Case Western Reserve. Od 1991 nosi tytuł John Reynolds Harkness Professor of Anthropology na Uniwersytecie Case Western Reserve. Obecnie współkieruje Centrum Badawczym Tybetu i udziela się dodatkowo jako profesor Zdrowia Międzynarodowego w Szkole Medycznej uniwersytetu. W latach 1975–2002 kierował Katedrą Antropologii (chairman) Uniwersytetu Case Western Reserve, a od 1987 do chwili obecnej – kierownik Centrum Badawczego Tybetu (The Center for Research on Tibet) Uniwersytetu Case Western Reserve. Od 1991 nosi tytuł John Reynolds Harkness Professor of Anthropology na Uniwersytecie Case Western Reserve. Obecnie współkieruje Centrum Badawczym Tybetu i udziela się dodatkowo jako profesor Zdrowia Międzynarodowego w Szkole Medycznej uniwersytetu.

## Rys badawczy
Prowadził badania w różnych rejonach Tybetu, głównie w Tybetańskim Regionie Autonomicznym, w całym przekroju zagadnień, w tym m.in. nad koczowniczym pasterstwie, wpływem narzuconych reform na tybetańską wieś, planowaniem życia rodzinnego i płodności, współczesną historią Tybetu oraz zmianami społeczno-gospodarczymi. Prowadził także badania na terenie Indii (wśród uchodźców z Tybetu w Bylakuppe), w północno-zachodnim Nepalu (wśród granicznej społeczności Tybetu w Limi), w zachodniej Mongolii (wśród nomadów-pasterzy w prowincji Hovd) i we wnętrzu Chin (wśród społeczności Chińczyków Han), w kwestiach dotyczących modernizacji i gerontologii.
Obecnie zajmuje się niezapisaną historią Tybetu, historią współczesnego Tybetu, analizą incydentu w Nyemo z 1969 oraz długofalowymi, przekrojowymi badaniami nad oddziaływaniem chińskich reform na wiejski Tybet, zarówno na społeczności nomadów, jak i rolników. Także uczestniczy w nowym, 3-letnim cyklu badań, sponsorowanych przez National Science Foundation, związanych z modernizacją i zmianami w stosunkach międzypokoleniowych na wsi w Tybecie, które rozpoczęły się pracami w terenie w 2005.

## Wybrane publikacje
- Melvyn C. Goldstein: A History of Modern Tibet, 1913-1951. Berkeley: wydawnictwo University of California Press. 1991. ISBN 0-520-07590-0.
- Melvyn C. Goldstein: The Snow lion and the Dragon: China, Tibet and the Dalai Lama. Berkeley: wydawnictwo University of California Press. 1997.
- Melvyn C. Goldstein, William Siebenschuh, i Tashi Tsering: The Struggle for Modern Tibet: The Autobiography of Tashi Tsering. Armonk, Nowy Jork: wydawnictwo M.E.Sharpe, Inc. 1997.
- Melvyn C. Goldstein i Matthew Kapstein (redaktorzy): Buddhism in Contemporary Tibet: Religious Revival and Cultural Identity. Berkeley: wydawnictwo University of California Press. 1998.
- Melvyn C. Goldstein: Foreign Affairs, „The Dalai Lama’s Dilemma”, tom 77, nr 1, styczeń/luty 1998.
- Melvyn C. Goldstein: Chinese Edition of The Struggle for a Modern Tibet: the Life of Tashi Tsering. Carle Place, Nowy Jork: wydawnictwo Mirror Books. 2000.
- Melvyn C. Goldstein: A New Tibetan English Dictionary of Modern Tibetan. Berkeley: wydawnictwo University of California Press. 1200 stron. 2001.
- Melvyn C. Goldstein, Ben Jiao, Cynthia M. Beall i Phuntso Tsering: The China Journal, „Fertility & Family Planning in Rural Tibet”, nr 1, 2002.
- Melvyn C. Goldstein i Cynthia M. Beall: „Changing patterns of Tibetan nomadic pastoralism.” W: Human Biology of Pastoral Populations, Leonard i Crawford (redaktorzy.). Cambridge University Press, 131-150.
- Melvyn C. Goldstein, Dawei Sherap, William Siebenschuh: A Tibetan Revolutionary. The political life of Bapa Phüntso Wangye. Berkeley: wydawnictwo University of California Press, 371 stron. 2004.
- Melvyn C. Goldstein: A History of Modern Tibet, Volume 2: The Calm Before the Storm: 1951-1955. Berkeley: University of California Press. 2007. ISBN 978-0-520-24941-7.

### Materiał udostępniony w sieci
- The Remote World of Tibet’s Nomads
- The Impact of China’s Reform Policy on the Nomads of Western Tibet. cwru.edu. [zarchiwizowane z tego adresu (2004-09-06)].
- Change and Continuity in Nomadic Pastoralism on the Western Tibetan Plateau. cwru.edu. [zarchiwizowane z tego adresu (2004-12-26)].
- Nomads of Golok, a Report. cwru.edu. [zarchiwizowane z tego adresu (2004-09-06)].
- A Report on Limi Panchayat, Humla District, Karnali Zone